# Louis-Augustin Alemand
Louis-Augustin Alemand (* 1653 in Grenoble; † 14. August 1728 ebenda) war ein französischer Jurist, Mediziner und Grammatiker des Französischen.

## Leben und Werk
Alemand studierte Jura in Valence und war Jurist in Grenoble. Dann ging er nach Paris und betätigte sich als „remarqueur“, d. h. als Teilnehmer einer Diskussion über die Remarques sur la langue françoise (1647) von Claude Favre de Vaugelas. 1693 promovierte Alemand in Aix-en-Provence zum Doktor der Medizin und ging 1695 wieder nach Grenoble.
Alemands Beitrag zur von Vaugelas angestoßenen Sprachgebrauchsdiskussion besteht aus zwei Büchern. 1688 publizierte er unter dem Titel Nouvelles observations ou Guerre civile des François sur la langue eigene Sprachglossen in alphabetischer Reihenfolge von A–C. Zwei Jahre später gab er ein nachgelassenes Glossenmanuskript von Vaugelas heraus: Nouvelles remarques de M. de Vaugelas sur la langue françoise. Er stellte dem Glossenteil eine 70-seitige Würdigung von Vaugelas voran und kommentierte im Hauptteil ausführlich jede Vaugelasglosse aus der Sicht seiner Zeit. Das von ihm geplante kritische Wörterbuch aller Zweifelsfälle des Französischen ist nie erschienen.

## Werke
- Les Secrets de la medecine des Chinois, consistant en la parfaite connoissance du pouls, Grenoble 1671, Paris 2003 (Autorschaft umstritten)
- Nouvelles observations ou Guerre civile des François sur la langue, Paris 1688, 1691, Genf 1968, Paris 1972 (482 Seiten)
- (Hrsg.) Claude Favre de Vaugelas,  Nouvelles remarques de M. de Vaugelas sur la langue françoise. Ouvrage posthume. Avec des observations de M. *****, avocat au Parlement, Paris 1690, 1971, 1973 (540 Seiten)
- Histoire monastique d’Irlande, Paris 1690
- (Übersetzer) Santorio Santorio Science de la transpiration ou médecine statique, Lyon 1695 (aus dem Lateinischen)
- (angekündigt, aber nie erschienen) Dictionnaire général et critique de tous les mots, de toutes les phrases ou façons de parler et de toutes les règles de notre langue qui ont souffert quelque contestation jusqu’à présent, par M. Alemand l’aîné